# Vytas Milius
Vytas Milius (* 21. Februar 1949 in Maksimonys, Rajongemeinde Varėna) ist ein litauischer Jurist, Richter. Von 1995 bis 2010 war er Gerichtspräsident des Appellationsgerichts Litauens und von 2012 bis 2021 Verfassungsrichter.

## Biografie
Im Jahr 1967 absolvierte Vytas Milius die Mittelschule Merkinė bei Varėna (jetzt Vincas-Krėvė-Gymnasium) und  von 1972 bis 1977 das Diplomstudium an der Juristischen Fakultät der Universität Vilnius. Von 1977 bis 1980 war er im Ausführungskomitee des Rats des Rajons Šilutė tätig. Von 1980 bis 1990 war er Richter und Gerichtspräsident im Kreisgericht Šilutė, danach war er von 1990 bis 1992 Richter des Lietuvos Aukščiausiasis Teismas, von 1992 bis 1994 Gerichtspräsident von Kreisgericht Druskininkai,  von 1995 bis 2010 Gerichtspräsident des Appellationsgerichts Litauens, von 2010 bis 2013 Richter am Appellationsgericht. Vom 18. Dezember 2012 bis 2021 war Richter am Verfassungsgericht Litauens.
Milius spricht Russisch, Französisch und Englisch.